# ケプラー36c
座標:  19h 25m 00.04s, +49° 13′ 54.6″
ケプラー36c(英語:Kepler-36c)は、地球からはくちょう座の方向に約1500光年離れた距離にある恒星ケプラー36の周りを公転する太陽系外惑星である。別名KOI-277c。

## 物理的特徴
| 海王星 | ケプラー36c |
| ------ | ----------- |
| 海王星 | Exoplanet   |

ケプラー36cは、質量が地球の8.08倍、半径が地球の3.679倍もある。表面の重力は地球のほぼ6割である。この数値から、ケプラー36cは海王星サイズのガス惑星であるとされている。平均密度は0.89g/cm3であり天王星より低密度で、土星よりは高密度である。

ケプラー36cの表面の組成は水素やヘリウムから成り、氷は含まれていないという事を除けば、天王星や海王星と酷似しているとされている。メタンが存在していれば、見た目の色は海王星と同じく青色になるとされている。

## 軌道
ケプラー36cの軌道長半径は、ケプラー36から1919万km(0.1283AU)と、太陽と水星の軌道長半径の32.5%しかなく、したがって表面温度は655℃(928K)と極めて高温である。(このような惑星はホット・ネプチューンと呼ばれる)ケプラー36cは、この極めて恒星に近い軌道を16日と5時間で公転している。離心率は0.033未満と極めて真円に近い。軌道傾斜角はほぼ90度で、後述するケプラー36bとの軌道の傾きの差は2.5度以下である。

ケプラー36cは、ケプラー36の手前を通過するのに7.443時間かかる。ケプラー36cの通過によるケプラー36の視等級の減少は0.02076%である。これは後述するケプラー36bの2.477倍である。

## ケプラー36bとの関係
ケプラー36系には、ケプラー36cと同時に発見されたケプラー36bという惑星がある。ケプラー36bは、質量が地球の4.45倍、半径が地球の1.486倍であり、その数値から恐らく地球のような岩石惑星である。またケプラー36cと同様、軌道長半径が1725万km(0.1153AU)と、やはりケプラー36から極めて近い為、表面温度は705℃(978K)にもなる。

ケプラー36bは約13.9日、ケプラー36cは約16.2日で公転しているため、6:7の軌道周期を持っている。これは、約97日に1回の割合で合が起こる事を示しており、合の時に外惑星であるケプラー36cから見れば、内惑星であるケプラー36bが内合を起こしている事になる。両者の軌道長半径はたった194万kmしか差がないため、合の時には、地球と月の軌道の5倍しか離れていない事になる。両者の位置関係は常に変化するため、ケプラー36cには強烈な潮汐力が加わる事になるが、ケプラー36cはガス惑星のため、外見に大きな変化はないとされている。ただ、潮汐力によって生じた熱によって大気が循環し、活発に活動しているかもしれない。(なお、海王星でも同様の現象が見られる)

ケプラー36cとケプラー36bの密度差は8.35倍と、これまで組成が違う天体が接近した軌道を持つ惑星系はケプラー36系が最小である。これは、太陽系のような岩石惑星とガス惑星の関係とは相当異なる。太陽系のどの岩石惑星とガス惑星のペアと比べても、この20倍も密な軌道である。このような軌道の接近のメカニズムはまだ不明である。

これほど接近していれば、軌道の変化による惑星同士の衝突もありうるが、数値積分では、サンプルの91%以上は、間近700万年間では衝突しないとでている。また、100の数値をランダムに描写した場合でも、1億4000万年間は破壊的な出会いを経験しないという結果が出ている。